# کتلین روند
کتلین روند (آلمانی: Cathleen Rund؛ زادهٔ ۳ نوامبر ۱۹۷۷) شناگر اهل آلمان بود.
وی در مسابقات کشوری و بین‌المللی در مجموع برندهٔ ۲ مدال طلا، ۲ مدال نقره، ۳ مدال برنز شده‌است.